# Bitva u Rakovníka
Bitva u Rakovníka se odehrála na počátku třicetileté války a střetly se v ní císařsko-ligistická vojska s armádou českých stavů. Vzápětí po ní následovala bitva na Bílé hoře.

## Před bitvou

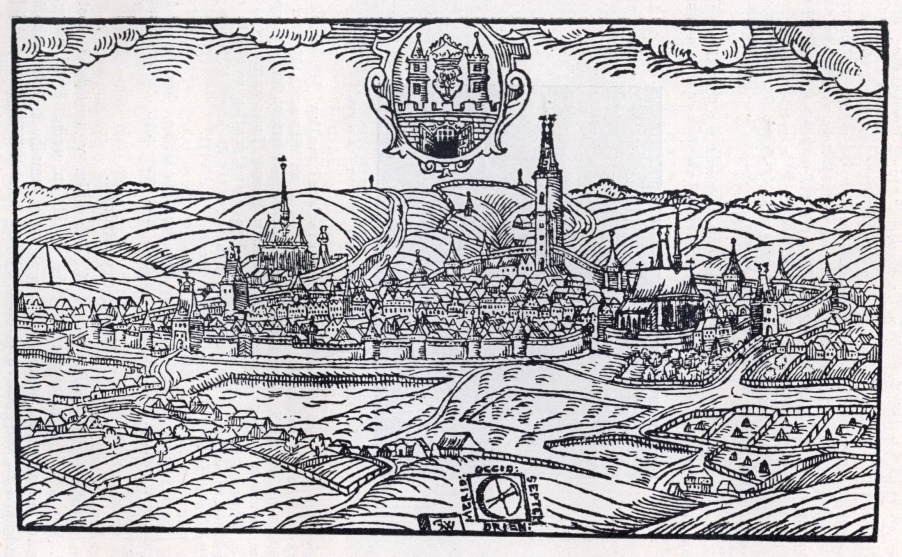
Rakovník na počátku 17. století

Po přijetí Ferdinanda II. za českého krále se vyhrotily spory s českými stavy. Vše vyvrcholilo 23. května 1618, kdy došlo k defenestraci místodržících, čímž vypuklo české stavovské povstání. Stavové si zvolili vládu 30 direktorů a generálem armády se stal hrabě Thurn. Ferdinand II. na svou stranu naopak získal Maxmiliána I. Bavorského a jeho Katolickou ligu, kde byl vojenským velitelem generál Tilly. Španělští Habsburkové mu také vyslali na pomoc generála Buquoye. Stavové přesto uspěli jak v bitvě u Lomnice, tak při obléhání Plzně, poraženi byli až v bitvě u Záblatí.
Následně byl Ferdinand II. sesazen z českého trůnu a novým králem byl zvolen Fridrich Falcký. Dalším stavovským vojevůdcem se stal kníže Kristián I. z Anhaltu. V odpověď zahájily spojené císařsko-ligistické armády v září 1620 tažení do Čech, aby povstání už definitivně potlačily. Obsadily a vyplenily postupně Prachatice, Vodňany, Písek, Strakonice, Horažďovice a Blovice, Plzeň jim ale generál Mansfeld odmítl vydat. Postupovaly proto odtud rovnou k Praze a armáda českých stavů se je rozhodla zastavit u Rakovníka, opevněného města, které bylo z jihu chráněno bažinatým terénem a soustavou rybníků a ze severu táhlým hřbetem Bendovky.

## Průběh střetnutí
Česká armáda vedená Kristiánem z Anhaltu se do Rakovníka dostala brzo ráno v úterý 27. října, zesílila městské opevnění a na Šibeničním vrchu západně od města umístila předsunutou jízdu. Na místo přijel i Fridrich Falcký. Nepřítel se přiblížil od Kralovic přes Všesulov a Příčinu odpoledne, vzápětí zaútočil na Šibeniční vrch, odkud do večera zahnal všechny stavovské vojáky zpátky do Rakovníka. Na vrchu poté umístil dvě děla, kterými ostřeloval město. Mezitím se přes Hostokryje a Senomaty dostavilo i zbylé ligistické vojsko s Maxmiliánem I. Následující dny došlo kvůli husté mlze jen k několika menším šarvátkám v prostoru mezi vrchem a městem. Až 30. října zaútočila neapolská jednotka (tercio) Carla Spinelliho a jízda plukovníka Kratze ze Scharfensteinu obchvatem na české královské mušketýry v lese mezi Rakovníkem a Olešnou, kteří odkud také nakonec museli ustoupit. Při těchto bojích byl zničen dvůr Kokrdov na úpatí Bendovky.
Po obsazení lesa a jeho okolí zde generál Tilly nechal budovat dodnes patrné polní opevnění. Další den zase převažovala mlha a došlo tak opět jen k několika potyčkám, Rakovník byl přesto stále ostřelován. V neděli 1. listopadu se spojená vojska znovu sešikovala západně od města a zaútočila na kostelík sv. Jiljí a přilehlý hřbitov obsazený královskými mušketýry. Ti byli jasnou přesilou z větší části pobiti nebo zajati, zbytek se stáhl do města. V Rakovníku se sice nacházela většina české armády, na pomoc však obráncům kostela nešla, a díky tomu během celého střetnutí u Rakovníka k žádnému rozhodnutí mezi oběma stranami nakonec nedošlo, resp. rozhodnuto bylo až na Bílé hoře. Kostel byl vyrabován a byla v něm umístěna dělostřelecká baterie, odkud pokračovalo zesílené ostřelování města.

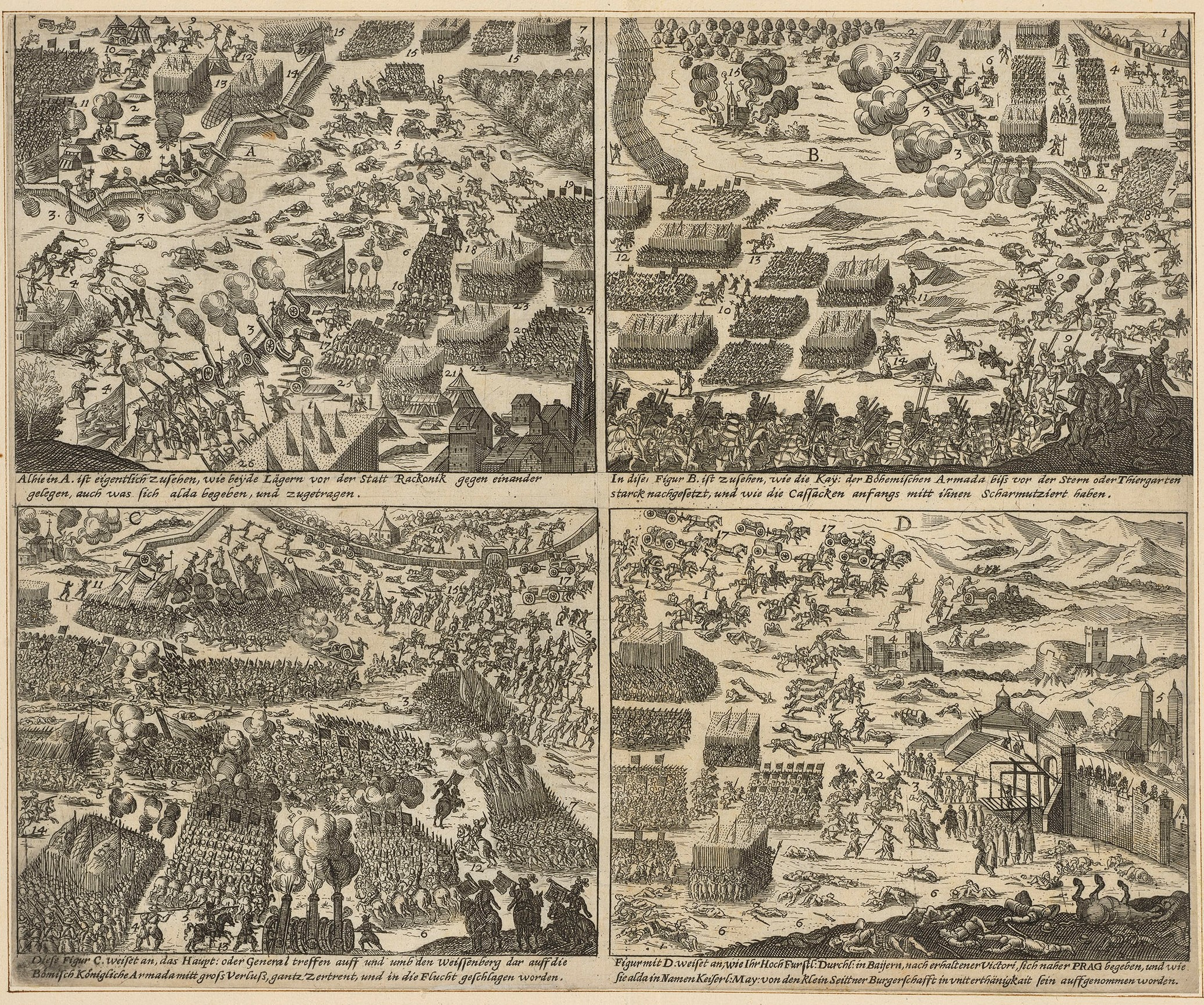
Bitva u Rakovníka (vlevo nahoře) a bitva na Bílé Hoře na dobové rytině

Kromě toho k nějaké zásadnější vojenské akci nedošlo, zčásti kvůli mlze, zčásti kvůli tomu, že císařsko-ligistické armády čekaly na zásobovací konvoj. Ten sice stavovští prostřednictvím uherských vojáků přepadli v lesích u Křivoklátu, ale zmocnit se jim ho nepodařilo. Ještě 4. listopadu Buquoy podnikl větší útok na severních svazích Bendovky, kvůli zatopení přístupových cest vypuštěným rybníkem však neúspěšně. Toho dne byl také císařský generál raněn a velení proto předal Rudolfovi z Tiefenbachu. Protože ale hlavním cílem spojených císařsko-ligistických vojsk byla stále Praha, od 5. listopadu se postupně začaly stahovat a přes Olešnou a Lišany postupovat na Nové Strašecí (pouze Valdštejn byl pověřen s malou jednotkou dobýt Louny). Na to reagovali královští, první se ještě téhož dne vydal na cestu hrabě Thurn. Hlavní síly s Kristiánem z Anhaltu následovaly 6. listopadu a díky spěšnému postupu přes křivoklátské lesy se jim nakonec podařilo do Prahy dorazit první, vyčerpané pak zaujaly pozdě v noci postavení na Bílé hoře.